# مورتون استیونس
مورتون استیونس (انگلیسی: Morton Stevens؛ ۳۰ ژانویهٔ ۱۹۲۹ – ۱۱ نوامبر ۱۹۹۱) آهنگساز فیلم اهل ایالات متحده آمریکا بود که کارش را با همکاری و تنظیم آهنگ برای سامی دیویس جونیور آغاز کرد.
از فیلم‌ها یا مجموعه‌های تلویزیونی که وی در آن‌ها نقش داشته است می‌توان به سفر به قعر دریا اشاره نمود. او همچنین برای ۳ فیلم از جری لوئیس، موسیقی متن ساخته است.
او ۲ مرتبه برندهٔ جایزه امی و ۷ مرتبهٔ دیگر، نامزدِ دریافت این جایزه بود.
از دیگر آثار او می‌توان به موسیقی متنِ مجموعهٔ نایت رایدر، هاوایی فایو-او و هاوایی فایو-زیرو اشاره کرد.